# Мас, Пакита
Пакита Мас (исп. Paquita Más, Франсиска Мас Рольдан; 15 ноября 1903, Мадрид, Испания — 26 апреля 1994, Валенсия, Испания) — испанская театральная актриса, актриса кино и телевидения, большую часть карьеры работавшая в Аргентине.

## Биография
Родилась в Испании, выступала в местных театрах, некоторое время работала в труппе «Герреро — Мендоса». В дальнейшем была приглашена в труппу Лолы Мембривес.
Во время гастролей труппы в Аргентину в 1936 году в Испании началась гражданская война. Так как её муж был известным деятелем испанского социалистического движения, то возвращаться во франкистскую Испанию Франсиска не стала, оставшись жить и работать в Буэнос-Айресе.
Сотрудничала с такими деятелями искусства как Анхель Маганья, Палито Ортега, Хьюго Пиментел, Сусана Кампос, Виолета Ривас, Луис Таска, Тереза Бласко, Марио Пассано, Андреа Дель Бока и другими.
В конце 1980-х вернулась в Испанию, проживала в семье дочери в Валенсии.

## Театр

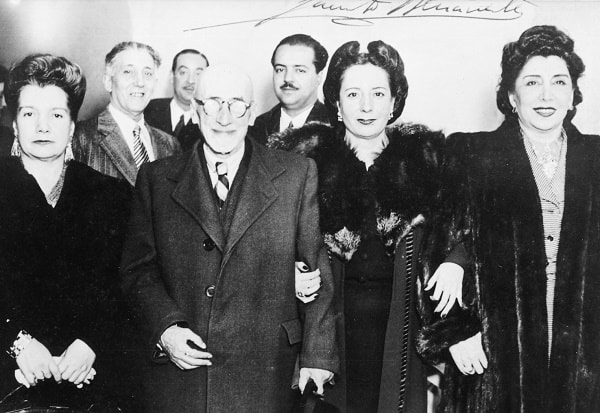
Хасинто Бенавенте, справа от него Пакита Мас и Лола Мембривес. 4 октября 1945

Выступала в труппе Лолы Мембривес, где играла заметную роль. Исполняла роли Хулианы, Сиры, Доньи Пресентасьон и Марии Исабель в пьесах Хасинто Бенавенте «Нелюбимая», «Пепа Донсель», «Любящая жена» и «Женщина, наконец!», Марикиты и Доньи Тоны в пьесах «Сумасшедшая тихоня» и «Порыв ветра» братьев Альварес Кинтеро, Леопольдины в «Пака Альмусара» и хозяйки дома «Во власти сына» Хосе Марии Пемана, свекрови в «Кровавой свадьбе» Лорки, Бригиды в «Дон Хуан Тенорио» Соррильи.
Критики писали, что в постановке «Дон Хуан Тенорио» Пакита Мас превосходила всех, вкладывая в образ всю силу своего характера. Её считали одной из лучших характерных комических актрис, сформировавшейся в школе Лолы Мембривес.

## Семья
В 1923 году Франсиска вышла замуж за театрального работника Вирхилио Льянос Монтека, в дальнейшем ставшим известным деятелем профсоюзного и социалистического движения в Испании. Начало Гражданской войны в Испании разлучило супругов на долгие годы. В следующий раз они встретились лишь в 1968 году в Москве.
У четы было трое детей, в 1938 году они вместе с многими другими детьми терпящих поражение республиканцев, были вывезены в СССР.
- Кармен — во время Великой Отечественной войны находилась в блокадном Ленинграде, а в 1942 году была эвакуирована по дороге жизни. Однако группа испанских юношей и девушек, направленная на Северный Кавказ, в которую входила и Кармен, была захвачена стремительно наступавшими немецкими войсками, которые отправили их в Испанию, как «освобождённых от красных»[2].
- Вирхилио (1925—2014) — в СССР окончил Московский энергетический институт, работал инженером на строительстве Куйбышевской ГЭС, строил ТЭС на Кубе, несколько лет возглавлял крупный трест «ГлавЮгПромСтрой», заслуженный строитель РСФСР, кавалер ордена Ленина. В 1992 году вернулся в Испанию[2].
- Карлос — в СССР стал кинооператором, учился у Романа Кармена, после договора с Испанией о репатриации в 1956 году годах возвратился на родину. Однако из-за преследований франкистскими властями уже в 1960-м был вынужден эмигрировать во Францию[2].

Сестра Франсиски Эрминия также стала театральной актрисой, и также жила и работала в Аргентине.

## Фильмография
| Год       |   | Русское название         | Оригинальное название        | Роль            |
| --------- | - | ------------------------ | ---------------------------- | --------------- |
| 1946      | ф |                          | Chiruca                      |                 |
| 1947      | ф |                          | Albéniz                      |                 |
| 1955      | ф |                          | La cigüeña dijo ¡Sí!         |                 |
| 1958      | ф |                          | Храбрый остров               |                 |
| 1959      | с |                          | Teatro del sábado            |                 |
| 1960      | с |                          | La hermana San Sulpicio      | Madre de Gloria |
| 1961      | ф | Кумпарсита               | Canción de arrabal           |                 |
| 1960      | с |                          | El sí de las niñas           | Monja           |
| 1961      | с |                          | Siempre hay un amanecer      |                 |
| 1963      | ф | 40 лет любви             | Cuarenta años de novios      |                 |
| 1964      | ф |                          | Club del Clan                |                 |
| 1964      | с |                          | El amor tiene cara de mujer  |                 |
| 1965      | ф |                          | Fiebre de primavera          |                 |
| 1965      | с |                          | Teatro del sábado            |                 |
| 1967      | с |                          | Mujeres en presidio          | La madre        |
| 1968      | с |                          | La pulpera de Santa Lucía    |                 |
| 1968      | с |                          | El mundo del espectáculo     | Sacramento      |
| 1968      | ф |                          | Maternidad sin hombres       |                 |
| 1969      | ф |                          | Kuma Ching                   |                 |
| 1970      | с |                          | Su comedia favorita          | Madre superiora |
| 1970      | с |                          | Esta noche... miedo          |                 |
| 1972      | с | Незнакомец в нашей жизни | Un extraño en nuestras vidas | Leontina        |
| 1972—1973 | с |                          | Rolando Rivas, taxista       |                 |
| 1972—1974 | с |                          | Alta comedia                 | Genoveva        |
| 1973      | ф | Андреа                   | Andrea                       |                 |
| 1973      | с |                          | Pobre diabla                 | Maruca          |
| 1975      | с | Оранжевая кожа           | Piel naranja                 | Amparo          |
| 1975      | с |                          | Vermouth de teatro argentino |                 |
| 1976      | с |                          | Dos a quererse               | Mima            |
| 1976      | с |                          | Alguna vez, algún día        |                 |
| 1976      | с |                          | Los que estamos solos        |                 |
| 1977      | с |                          | Pablo en nuestra piel        |                 |
| 1977      | с |                          | El tema es el amor           |                 |
| 1978      | с |                          | La mujer frente al amor      |                 |
| 1979      | с |                          | Chau, amor mío               | Perla           |
| 1980      | ф |                          | El diablo metió la pata      |                 |
| 1980      | с |                          | Fabián 2 Mariana 0           |                 |
| 1981      | с | 24 часа                  | Las 24 horas                 |                 |
| 1982      | с |                          | Nosotros y los miedos        |                 |
| 1982      | с |                          | Los especiales de ATC        |                 |